# Master of Science
Master of Science (afkorting: MSc, M.Sc., MS of M.S.; Latijn: Magister Scientiae; vertaling: Meester in de exacte wetenschappen) is een graad in het hoger onderwijs. Bij het voeren van de graad wordt deze achter de naam geplaatst, bijvoorbeeld "N.R. Mulder MSc". De titel is wettelijk beschermd en er staat een boete op het gebruik van de titel zonder de daarvoor bestemde opleiding. De graad volgt doorgaans op een bachelorgraad, vaak Bachelor of Science. 

## Nederland
In Nederland wordt de titel thans (2014) zowel verleend aan universitair geschoolden (wetenschappelijk onderwijs, wo) als aan personen die een daarvoor geaccrediteerde master hebben afgerond in het hoger beroepsonderwijs (hbo). In het wo wordt de titel gebruikt voor alle universitaire masteropleidingen op natuurwetenschappelijk, sociaal-wetenschappelijk en technisch gebied, bij het hbo voor een beperkt aantal masteropleidingen, na accreditatie van de opleiding door de NVAO.

### Initiële MSc
De graad Master met specificatie of Science wordt hier normaliter gebruikt om aan te geven dat men aan de universiteit een wetenschappelijk of academisch georiënteerde initiële masteropleiding heeft afgerond in de toegepaste wetenschappen (techniek, ingenieursstudies), exacte wetenschappen (alle natuurwetenschappen of wiskunde) of sociale wetenschappen (bijvoorbeeld economie, sociale geografie, sociologie, criminologie en psychologie). Masters in de toegepaste en exacte wetenschappen duren doorgaans twee jaar, met uitzondering van de masterfase van de studies tandheelkunde, diergeneeskunde, farmacie, geneeskunde en technische geneeskunde (resp. opleiding tot tandarts, dierenarts, apotheker, arts en technisch geneeskundige) die in Nederland allen drie jaar duren. Masters in de sociale wetenschappen duren in de regel één jaar.
De masteropleiding volgt normaliter na een drie jaar durende bachelor-fase waarbij men de graad Bachelor of Science heeft verkregen. Voor hen die een bachelorgraad hebben verkregen na een soortgelijke vierjarige hbo-opleiding (BEng, BAS, BBA, et cetera) geldt dat zij een universitaire masteropleiding (MSc) kunnen volgen na het behalen van een door de universiteit vast te stellen pakket van vakken uit de bachelor-fase van de universitaire opleiding. Dit pakket is afhankelijk van de hbo-vooropleiding en de universiteit. Voorts is het soms mogelijk om een schakelprogramma te volgen, wanneer men een andere vooropleiding of andere bachelor titel heeft behaald. Een schakelprogramma kan een halfjaar tot een jaar duren en verleent na het behalen daarvan toegang tot de masteropleiding.
Sinds 2014 kan ook voor bepaalde masteropleidingen in het hoger beroepsonderwijs de graad MSc worden verleend.

## Research MSc
Sommige universiteiten kennen de graad 'Master of Science' ook toe aan de afgestudeerden van een speciale onderzoeksmaster of research master. In dit geval kan het ook een Master-na-Master betreffen en volgt het dus ná een reeds afgeronde initiële Master. De onderzoeksmaster is bedoeld om personen voor te bereiden op een loopbaan in het wetenschappelijke onderzoek bijvoorbeeld als promovendus. De titel wordt hier afgekort als MSc (Res) of MScRes. De Research MSc valt te vergelijken met de MPhil.

## Vergelijkbaarheid
De graad Master of Science wordt internationaal erkend en is qua niveau vergelijkbaar met de oude Nederlandse titels doctorandus (drs.) en ingenieur (ir.) en de Belgische titels licentiaat (lic.), burgerlijk ingenieur (ir.) en industrieel ingenieur (ing.). Volgens artikel 7.20 in de Nederlandse Wet op het hoger onderwijs en wetenschappelijk onderzoek (WHW) is de MSc die is geslaagd voor een masteropleiding op het gebied van de landbouw en natuurlijke omgeving of op het gebied van de techniek gerechtigd om de titel ingenieur (ir.) te voeren, de MSc die geslaagd is in de richting recht is gerechtigd de titel meester (mr.) te voeren, voor alle andere richtingen mag doctorandus (drs.) gevoerd worden. De titels ir. en drs. zijn alleen voorbehouden aan afgestudeerden van universitaire masteropleidingen. 'Oude' bezitters van deze titels (ir. of drs.) mogen ook de mastergraad MSc voeren. Het is niet toegestaan om de graad en titel tegelijk te voeren, tenzij daarvoor daadwerkelijk meerdere opleidingen zijn afgerond.
Bachelor-masterstructuur